# Probemorgen
Probemorgen ist ein alter, mindestens seit 1777 belegter Begriff aus der Forstwirtschaft.

## Bedeutung
Der Probemorgen ist ein Konstrukt zur Ermittlung des Holzbestandes von Waldflächen. Um den Bestand eines Waldes näherungsweise zu ermitteln, wurde eine bestimmte Fläche (meistens ein Morgen, etwa 2500 bis 3500 Quadratmeter; daher rührt die Bezeichnung Probemorgen) abgesteckt und der Holzbestand auf dieser Teilfläche ermittelt. Das Ergebnis wurde dann auf die Gesamtfläche hochgerechnet.
Da die meisten Waldflächen jedoch nicht durchgehend gleichmäßig bewachsen waren, ergab diese Art der Bestandsberechnung nur ein annähernd genaues Ergebnis. Zur Reduzierung dieses Fehlers wurden manchmal mehrere Probemorgen in einem Waldstück abgesteckt, um so Schwankungen in der Bewuchsdichte auszugleichen.